# Wegestock Regentenstraße 2

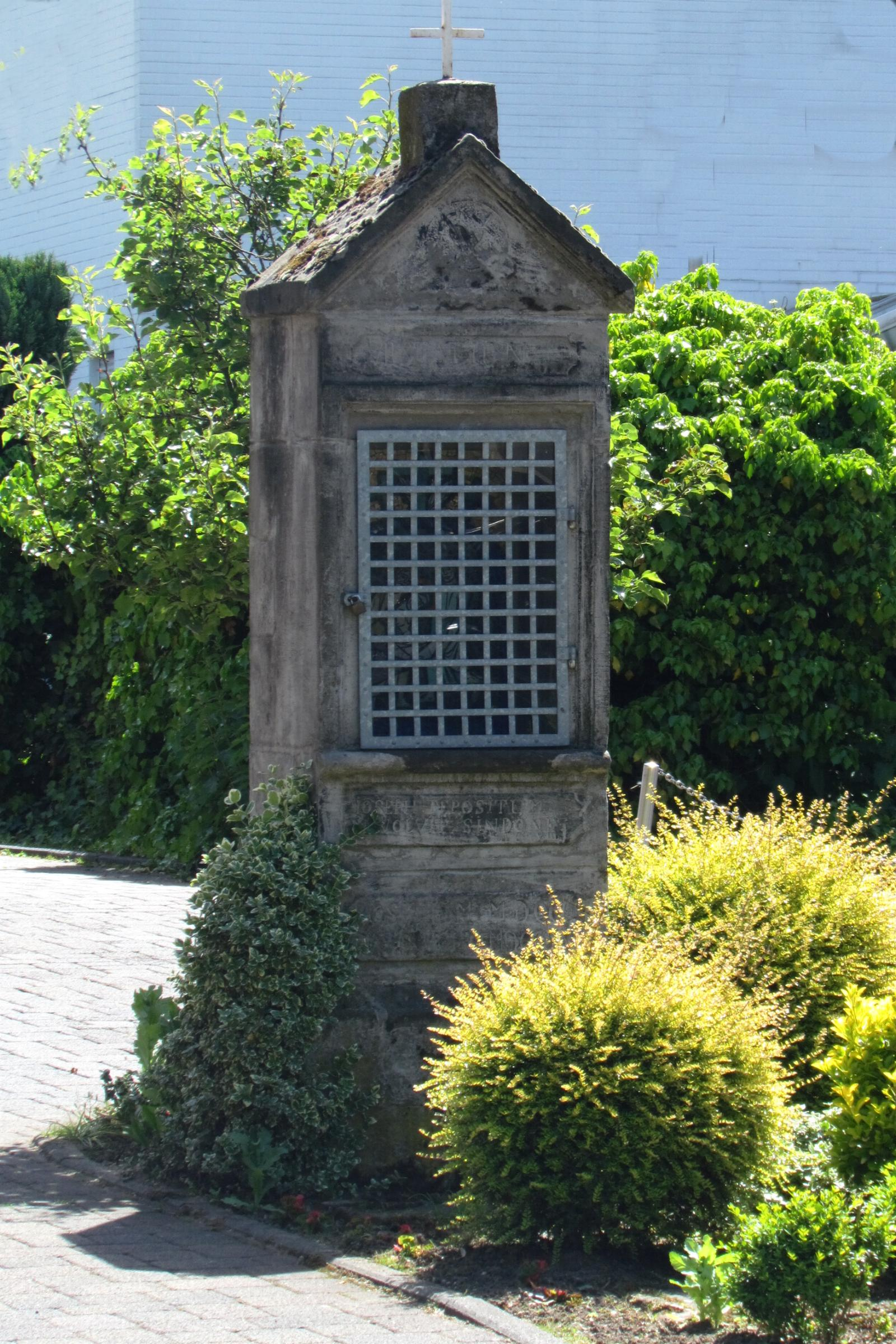
Wegestock

Der Wegestock Regentenstraße 2 steht in Korschenbroich  im Rhein-Kreis Neuss in Nordrhein-Westfalen.
Der Wegestock wurde 1700 erbaut und unter Nr. 022 am 22. August 1985 in die Liste der Baudenkmäler in Korschenbroich eingetragen.

## Architektur
Der Bildstock wurde aus Sandstein gefertigt.  Er steht auf einem quadratischen Sockel mit einer Rechtecknische. Giebel und Inschrift mit Jahreszahl.